# Dirphia hortensia
Dirphia hortensia är en fjärilsart som beskrevs av William Schaus 1913. Dirphia hortensia ingår i släktet Dirphia och familjen påfågelsspinnare. Inga underarter finns listade i Catalogue of Life.